# Edmond Dubent
Edmond Dubent est un commissaire de police et résistant français né le 21 janvier 1907 à Choisy-le-Roi et mort en déportation le 17 mars 1945 à Nordhausen.
Il s’engage dans la Résistance et fonde le groupe clandestin Honneur de la police, qui compte près de 1200 agents à la libération de Paris.

## Biographie

### Parcours avant-guerre
Edmond Dubent naît le 21 janvier 1907 à Choisy-le-Roi, fils du gardien de la paix André Dubent et de Rachel Grandjean.
Il entame une carrière au sein de la Préfecture de Police de Paris comme secrétaire stagiaire affecté dans divers commissariats de la capitale. À partir de 1935, il devient secrétaire du commissariat de Noisy-le-Sec puis, deux ans plus tard, du commissariat de Charenton-le-Pont. En 1939, Dubent est nommé commissaire du quartier Saint-Fargeau peu avant d’être mobilisé en tant qu’officier de renseignement de l’Armée de l’Air.

### Résistance
En 1941, Dubent demande une mutation du commissariat de Noisy-le-Sec du fait d’un grand nombre de personnes proches du collaborationnisme. Il est transféré en juillet 1942 au garage central de la Préfecture de Police où il est responsable du parc automobile de la police parisienne.
Il fonde avec des anciens membres de l’Armée des Volontaires le groupe clandestin Honneur de la police, organisé sur le modèle de la Préfecture de police. Avec l’aide du commissaire Charles-Henri Porte, il prépare un projet d’attentat contre le siège de la Gestapo à Paris, rue Lauriston.
Dénoncé, Dubent et ses complices sont arrêtés par la Gestapo dans le sous-sol de la brasserie le Zimmer le 28 décembre 1943, à la veille du projet. Il est contraint à la démission et interné à Compiègne avant d’être déporté le 27 janvier 1944 au camp de Nordhausen-Dora en Thuringe.
Il meurt le 17 mars 1945, soit vingt-cinq jours avant la libération du camp par les troupes de la  1re armée américaine.

## Hommages et distinctions

### Décorations
- Chevalier de la Légion d’honneur
- Croix de guerre 1939-1945
- Médaille de la Résistance française, décret du 7 juin 1952[1].

### Autres hommages
- La 53e promotion de commissaires de police issus de l'École nationale supérieure de la police, entrée en fonctions en 2003, porte son nom[4].
- Une plaque commémorative située sur la façade de la brasserie Le Zimmer à Paris indiquant son lieu d’arrestation est inaugurée le 31 janvier 2013[3].
- Une plaque commémorative en hommage à Dubent et aux policiers des services techniques de la  Préfecture de police morts pour la France  est située au 66 boulevard de l'Hôpital à Paris[5].